# Dendraster laevis
Dendraster laevis är en sjöborreart som beskrevs av Hubert Lyman Clark 1948. Dendraster laevis ingår i släktet Dendraster och familjen Dendrasteridae. Inga underarter finns listade i Catalogue of Life.